# Tetrastichus lepidus
Tetrastichus lepidus är en stekelart som beskrevs av Walker 1874. Tetrastichus lepidus ingår i släktet Tetrastichus och familjen finglanssteklar. Inga underarter finns listade i Catalogue of Life.